# اشلی ساوونا
اشلی ساوونا (انگلیسی: Ashlee Savona؛ زادهٔ ۱۲ دسامبر ۱۹۹۲) بازیکن فوتبال اهل کانادا است.

وی همچنین در تیم‌های ملی فوتبال Guyana women's national football team بازی کرده‌است.